# Hacıhıdırlar, Karacasu
Hacıhıdırlar là một xã thuộc huyện Karacasu, tỉnh Aydın, Thổ Nhĩ Kỳ. Dân số thời điểm năm 2010 là 133 người.